# 奧蘭治自由邦省
奧蘭治自由邦省，為南非於1910年至1994年間存在的一個省級行政區，其於1994年被種族隔離制度廢除後通過的新憲法改稱為自由邦省。其首府為布隆方丹，該城市同時為南非的司法首都。

## 歷史
該省的前身是奧蘭治河殖民地。
該省的外邊界與現今自由邦省的邊界相同；除了班圖斯坦——庫瓦庫瓦以及博普塔茨瓦納之外，其當中一部分包含在奧蘭治自由邦省邊界內的土地上。